# Joseph Martin Ryssens de Lauw
Joseph Martin Ryssens de Lauw (Antwerpen, 1830 – aldaar, 1889) was een Belgisch architect en kunstschilder.

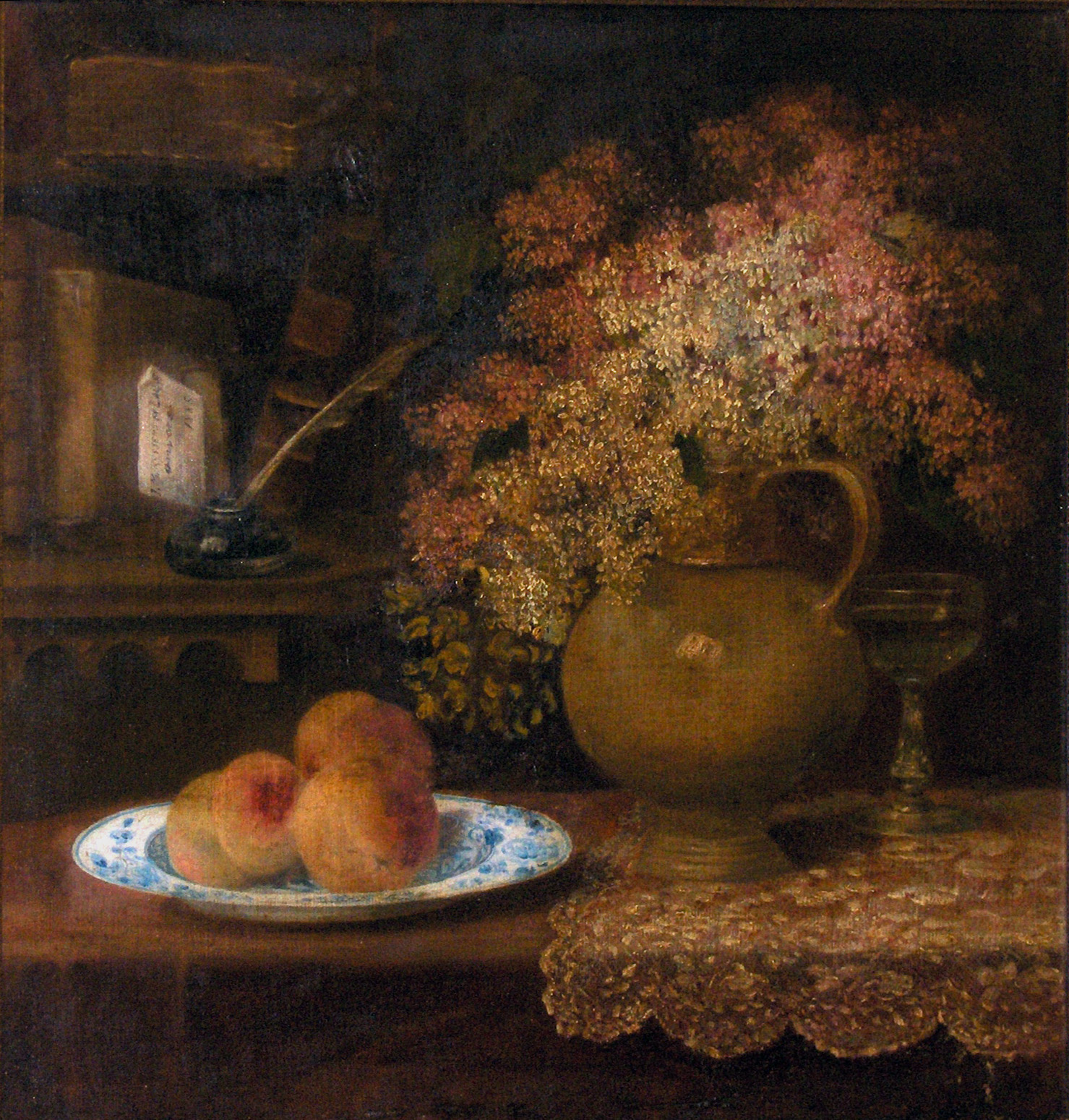
Stilleven met bloemen en fruit, 1885

Hij was de auteur van het boek: "L'architecture en Belgique. Suite de 25 façades conçues dans le goût de l'architecture belge du XVIe siècle destinées à des maisons et ateliers d'artistes, magasins d'antiquaires, boutiques, maisons pour particuliers, maisons ouvrières, écoles" (Luik, 1887). 25 modeltekeningen van typische privé woningen in België, ontworpen in de bouwstijl van de 16de eeuw, waren in deze publicatie opgenomen. Hiermee wilde hij de neo-Vlaamse renaissancestijl onder de aandacht brengen.
Hij zetelde in 1884 in de jury voor de Prijs van Rome, samen met de architecten Frans Baeckelmans, Beyaert, Felix, Schadde, Schoy, Janlet, Pauli  en de schilder Godefroid Guffens (1823-1901).
Hij was tevens schilder van stillevens en bloemen. Een van zijn bekendere werken betreft het schilderij "Panoramisch zicht met kar”.
Er hangt een olieverfschilderij van hem in het Vleeshuis te Antwerpen : "Zicht op het Zuiderkasteel van Antwerpen in 't jaar 1876 afgebroken".